# حنية الكنيسة
الحنية في فن العمارة، تسمى حنية (باللغة اللاتينية: "absis" من «القوس، القبو» باللغة اليونانية "arpsis"، أحيانًا تُكتب apsis، الجمع:apsides) هي تجويف نصف دائري مغطى بقبو نصف كروي أو شبه قبة، تُعرف أيضًا باسم "Exedra". في الكنيسة البيزنطية والرومانية والكنسية القوطية المسيحية (بما في ذلك الكاتدرائية والدير)،يُطبق هذا المصطلح على إنهاء نصف دائري أو متعدد الأضلاع للمبنى الرئيسي في الطرف الشرقي الليتورجي (حيث يكون المذبح)، بغض النظر عن شكل السقف، الذي قد يكون مسطحًا أو منحدرًا أو قبةً أو نصف كروي. قد تكون حنيات الصغيرة أيضًا في أماكن أخرى، خاصةً الأضرحة.

## التعريف
الحنية تجويف نصف دائري مغطى بقبو نصف كروي. عادةً ما تكون حنية الكنيسة أو الكاتدرائية أو البازيليكا هي إنهاء نصف دائري أو متعدد الأضلاع للكنيسة أو المكان المقدس، أو أحيانًا في نهاية الممر. فيما يتعلق بفن العمارة الكنسي، عادة ما يكون الاسم هو المكان الذي يوضع فيه المذبح أو مكان جلوس رجال الدين. أحيانًا قد توجد الحنية في الكنيس، على سبيل المثال، ماعوز حاييم كنيس الذي شُيد في القرن الثالث كرمز للعصر البيزنطي.
تُفصل الحنية عن الجزء الرئيس من الكنيسة عن طريق الكنيسة.
في بعض الأحيان، تُبنى حنيات صغيرة في أماكن غير الطرف الشرقي، خاصةً للمدخرات أو الأضرحة للقديسين.

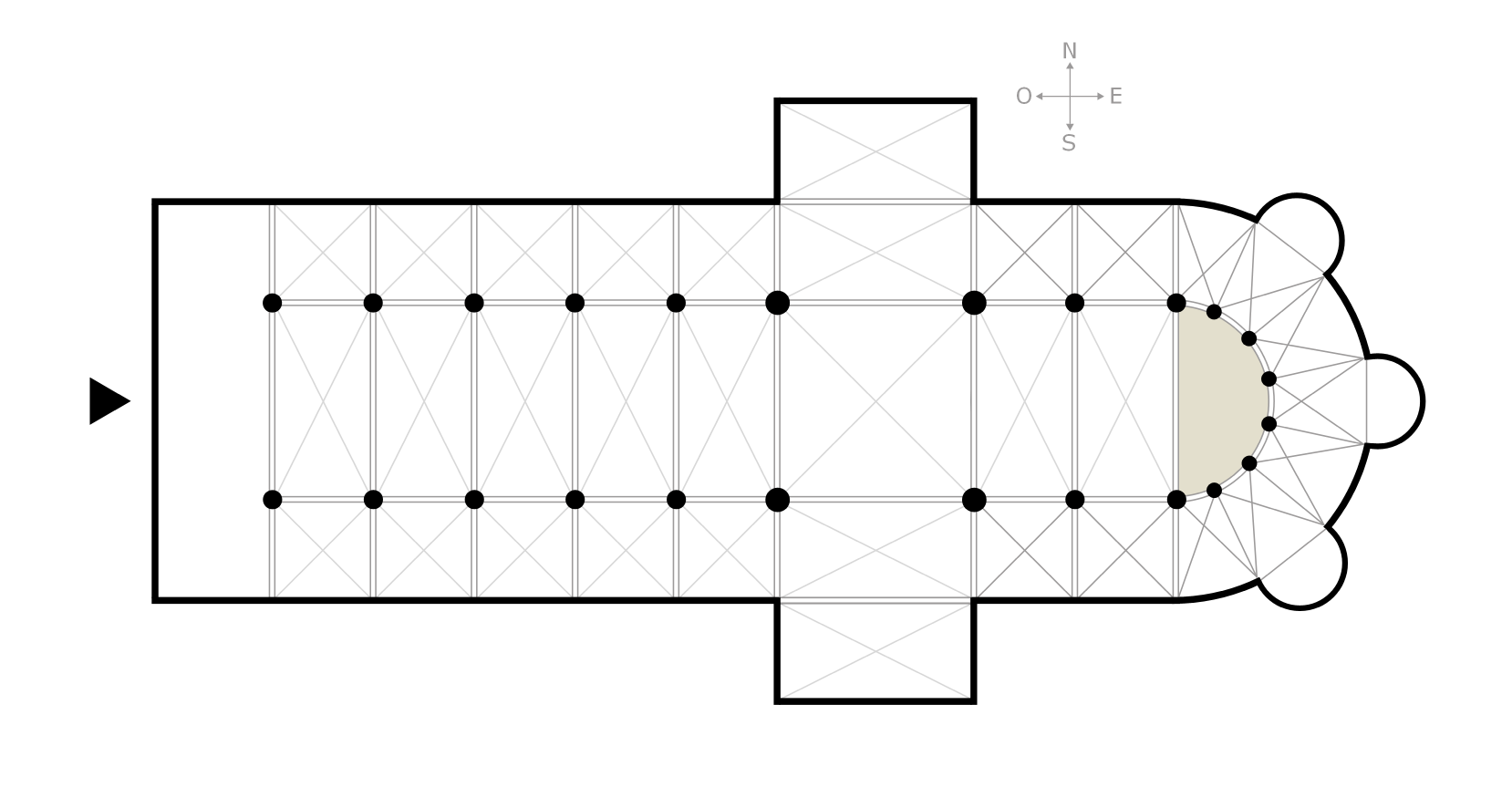
خطة أرضية نموذجية من الكاتدرائية. الحنية باللون البيج

## المميزات
أصبحت حنية القبة جزءًا من خطة الكنيسة في العصر المسيحي المبكر.

## الميزات ذات الصلة
في تقاليد الكنيسة الأرثوذكسية الشرقية، تُعرف الحنية الجنوبية باسم الدياكونيكون والصدر الشمالي كزخرفة. يتم جمع السمات الكنسية المختلفة التي يمكن أن تشكل الحنية جزءًا منها هنا:

### مذبح هيكل في كنيسة
المذبح (أو الملاذ)، مباشرة إلى الشرق خلف جزء من الكنيسة يحتوي على المذبح العالي، حيث يوجد واحد (مقارنة بطاولة التواصل). هذه المنطقة مخصصة لرجال الدين، وبالتالي كانت تسمى في السابق «بيت الكاهن»، من اليونانية: presbuteros بمعنى «الأكبر سنًا».[بحاجة لمصدر]

### صدر حنية مصليات الكنيسة
اجزاء الكنيسة المخصصة للمرتلين، وضعت لأول مرة في الشرق، وجاء لاستخدامها في فرنسا في 470. وبحلول القرن الثالث عشر، تم تعزيزها بكونها مصليات تشع عن طياتها خارج ممر الترتيل، وهي البنية الكاملة للحنية، والجوقة، والكنائس الصغيرة المشعة التي أصبحت تعرف باسم شيفيت (الفرنسية، «غطاء الرأس»). أمثلة شهيرة من الفرنسية الشمالية من المذبح في الكاتدرائيات القوطية في الكاتدرائيات القوطية في أميان وبوفيه وريمس. توجد مثل هذه المصليات المشعة في إنجلترا في كاتدرائيات نورويتش وكانتربري، لكن الميزة المطورة كاملة هي الفرنسية أساسًا، على الرغم من أن خبير الفرانكفونية هنري الثالث قد أدخلها في دير وستمنستر. [بحاجة لمصدر]

### خاص بالسير
تشير كلمة «الإسعافية» إلى ممر منحني في الحنية التي تمر خلف المذبح والجوقة، مما يتيح الوصول إلى الكنائس الصغيرة في المذبح. قد يشير «الإسعاف» («مكان المشي») إلى الممرات التي تحيط بالدير في الكنيسة، أو إلى أنواع أخرى من الممرات على هامش مبنى الكنيسة، على سبيل المثال في الكنائس المستديرة. [بحاجة لمصدر]

## معرض الصور

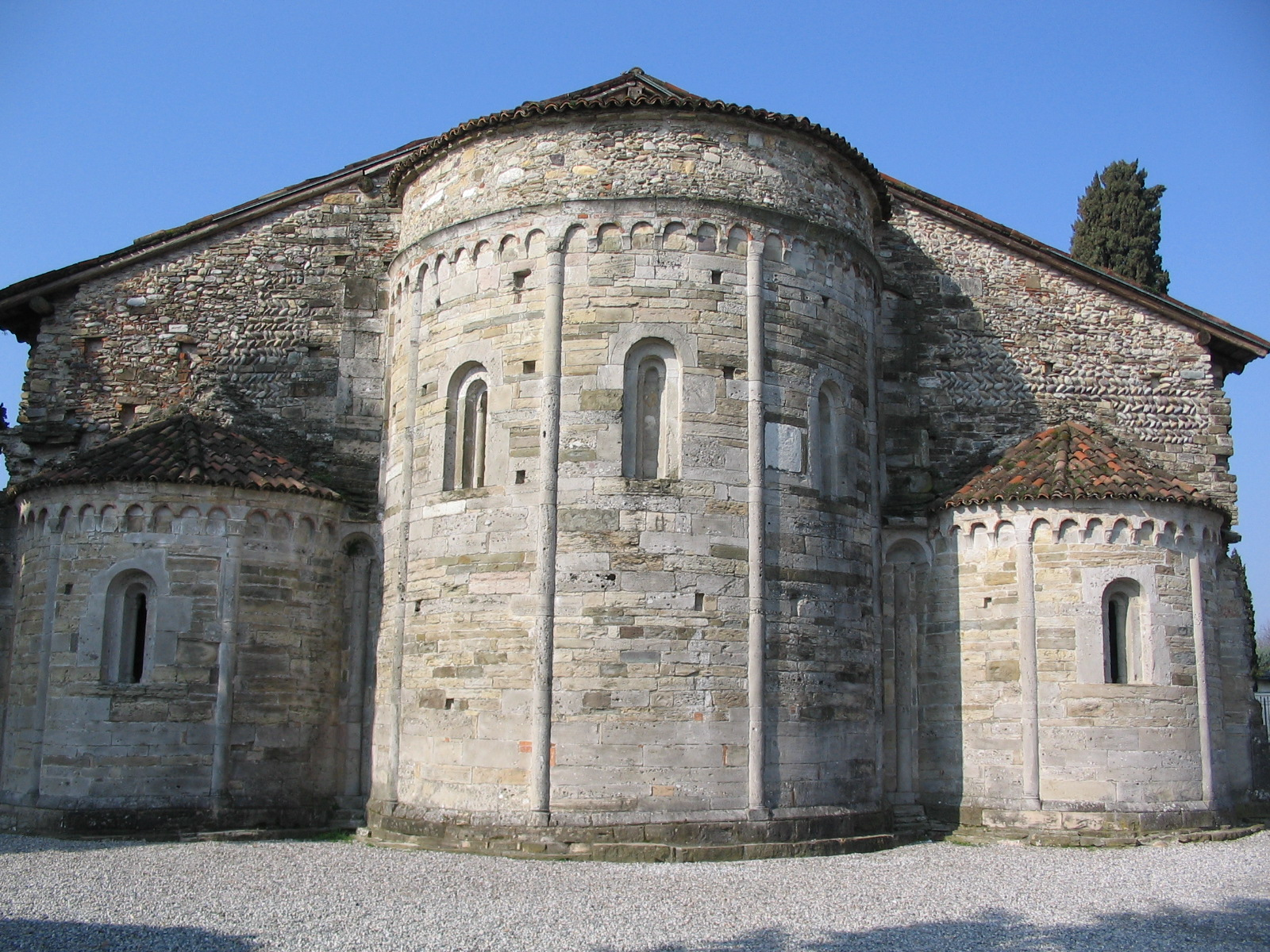
حنية ثلاثية من كنيسة سانتا جوليا، شمال إيطاليا.
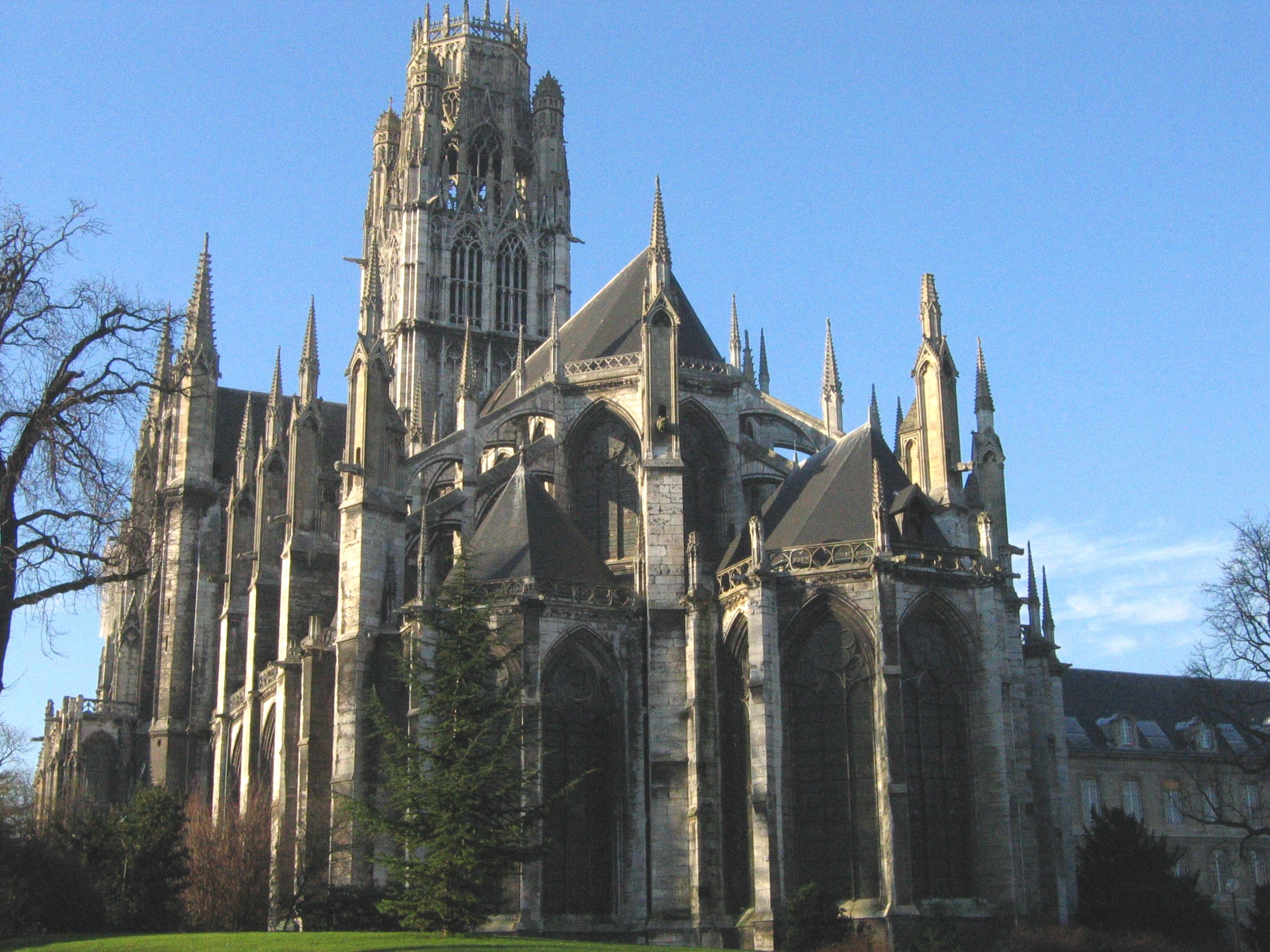
الطرف الشرقي للكنيسة دير سانت أويه.
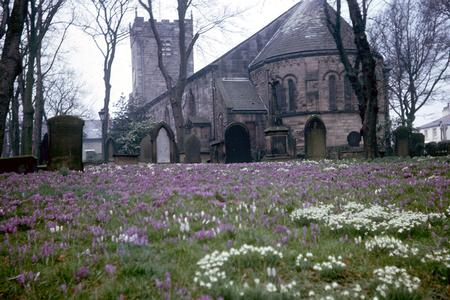
حنية بسيطة تقع في الطرف الشرقي من كنيسة أبرشية سانت تشاد.
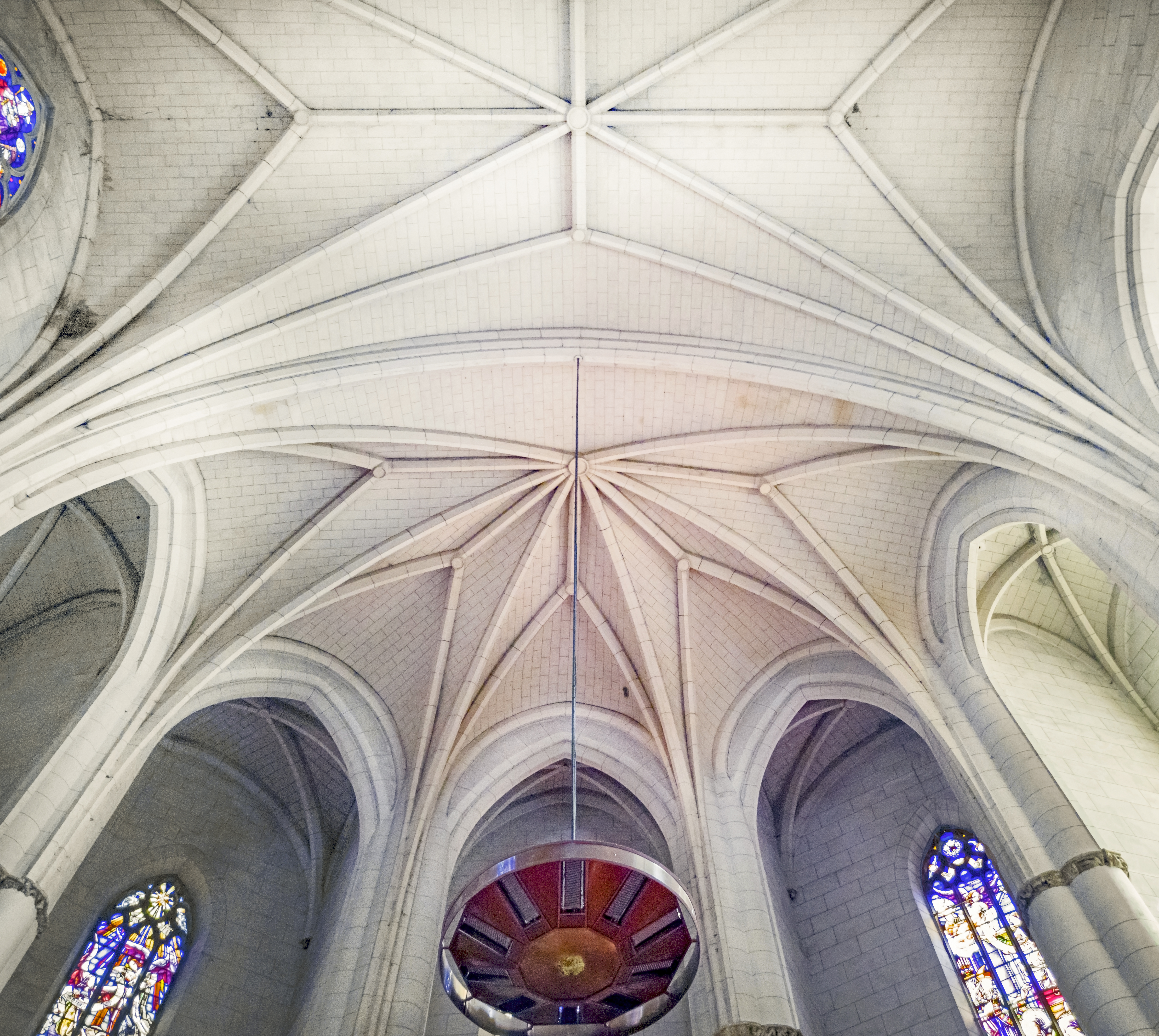
حنية سقف مذبح
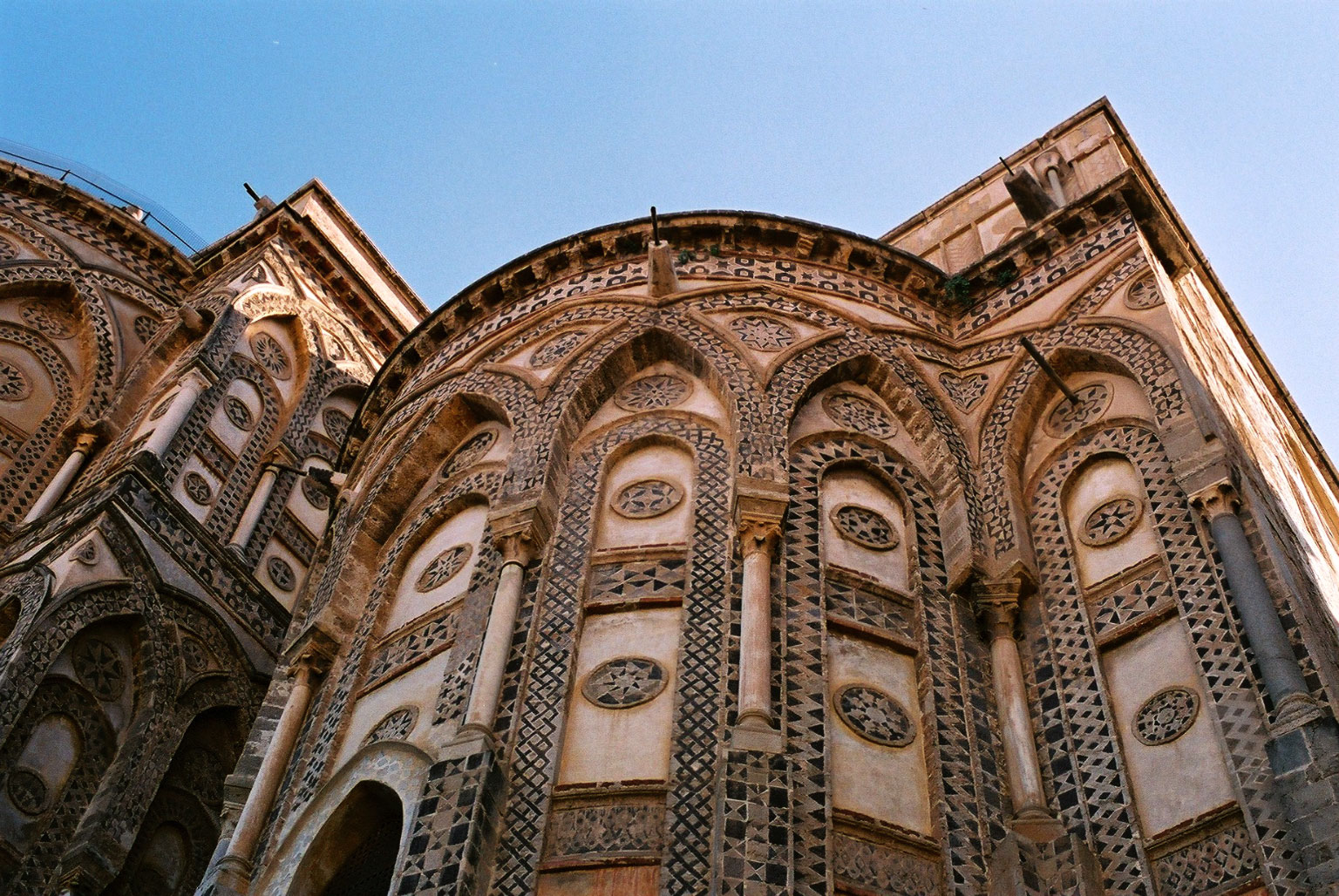
الحنية المزخرفة لكاتدرائية مونريالي، صقلية.
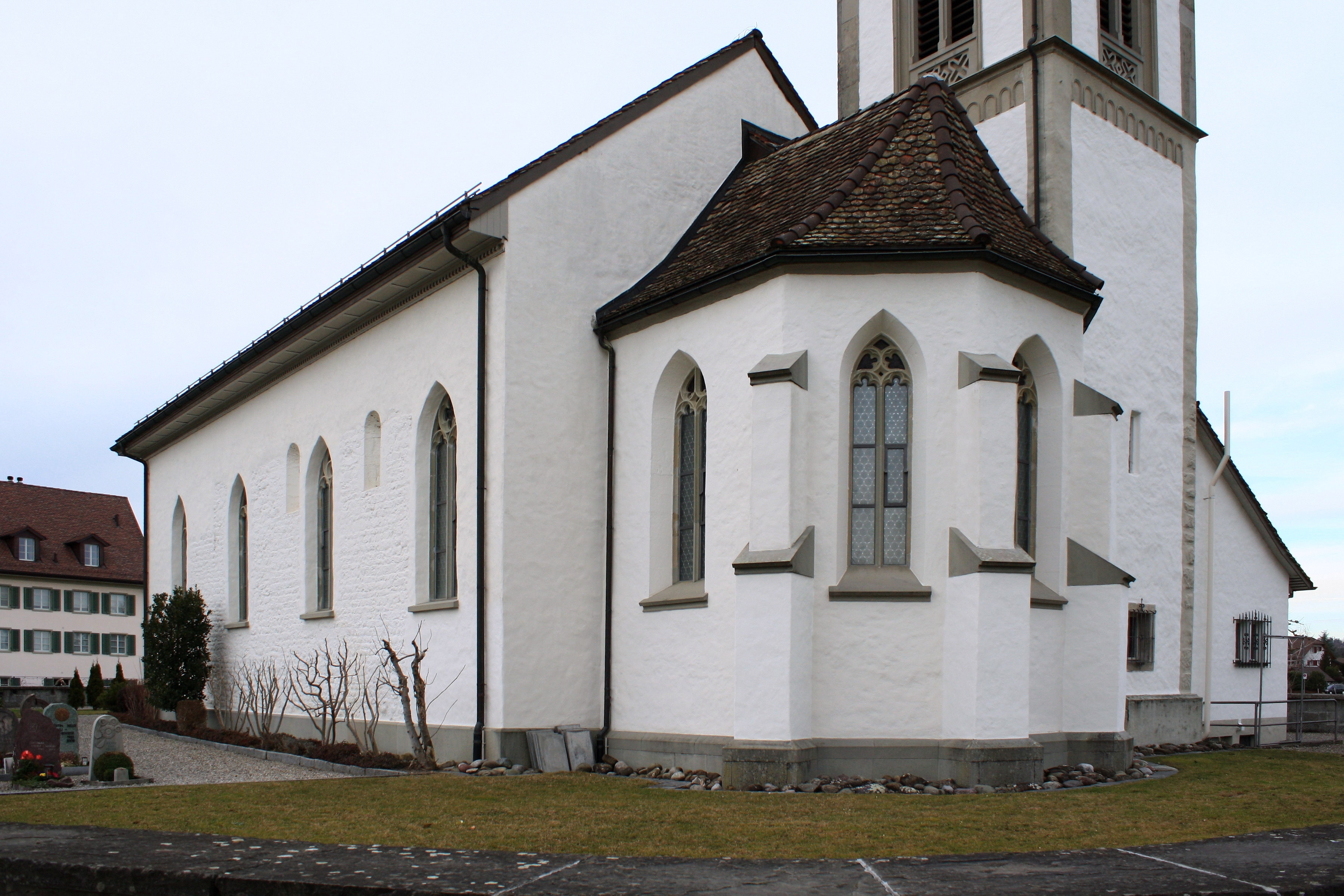
حنية كنيسة سانت مارتن في سويسرا.
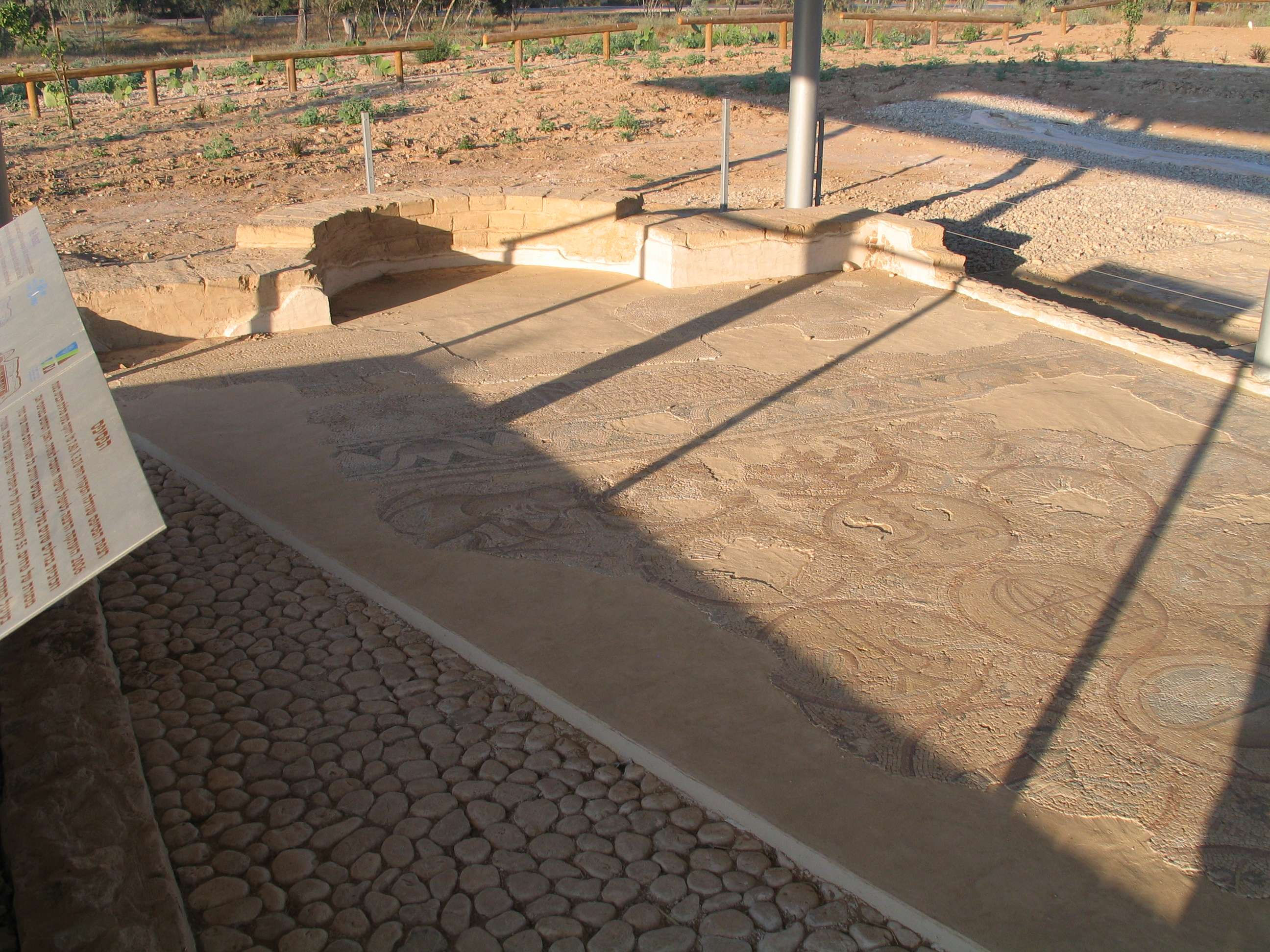
حنية للتوراة سفينة في معون الكنيس القديم.
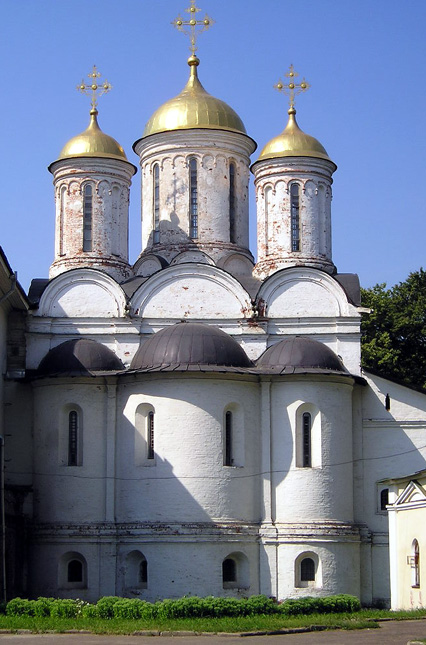
الحنية الثلاثية للكنيسة الأرثوذكسية في ياروسلافل، روسيا.
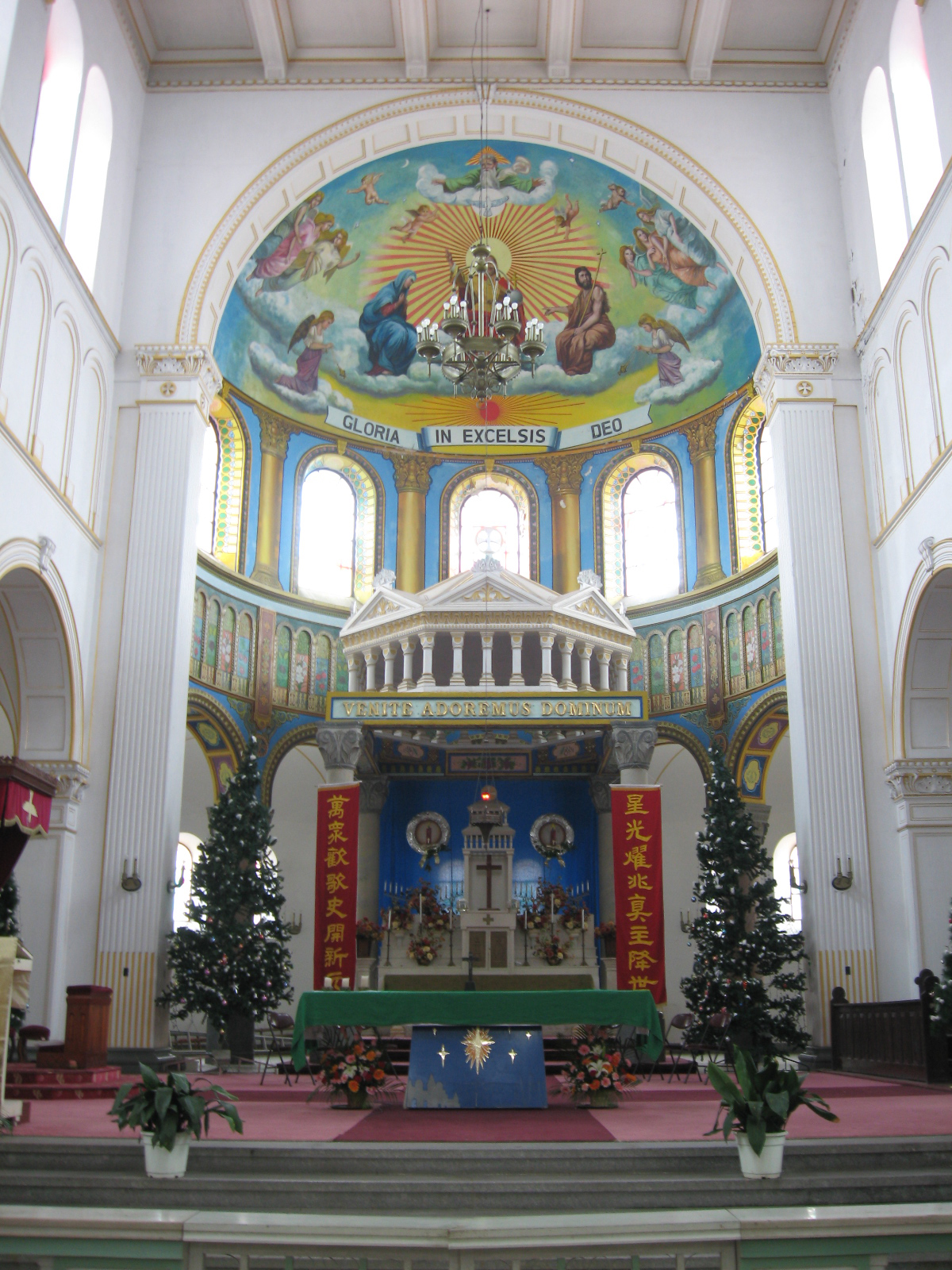
كاتدرائية سانت مايكل، أبرشية تشينغداو، مقاطعة شاندونغ، جمهورية الصين الشعبية.
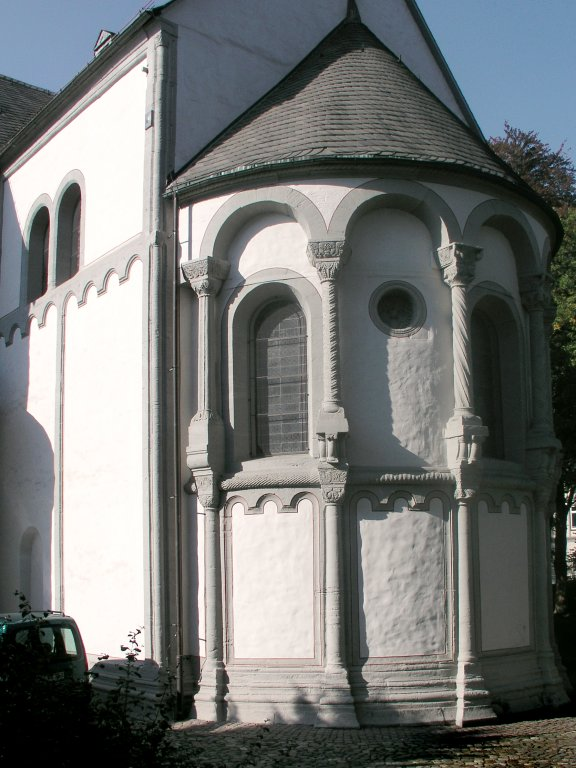
حنية الكنيسة نيويرك جوسلار
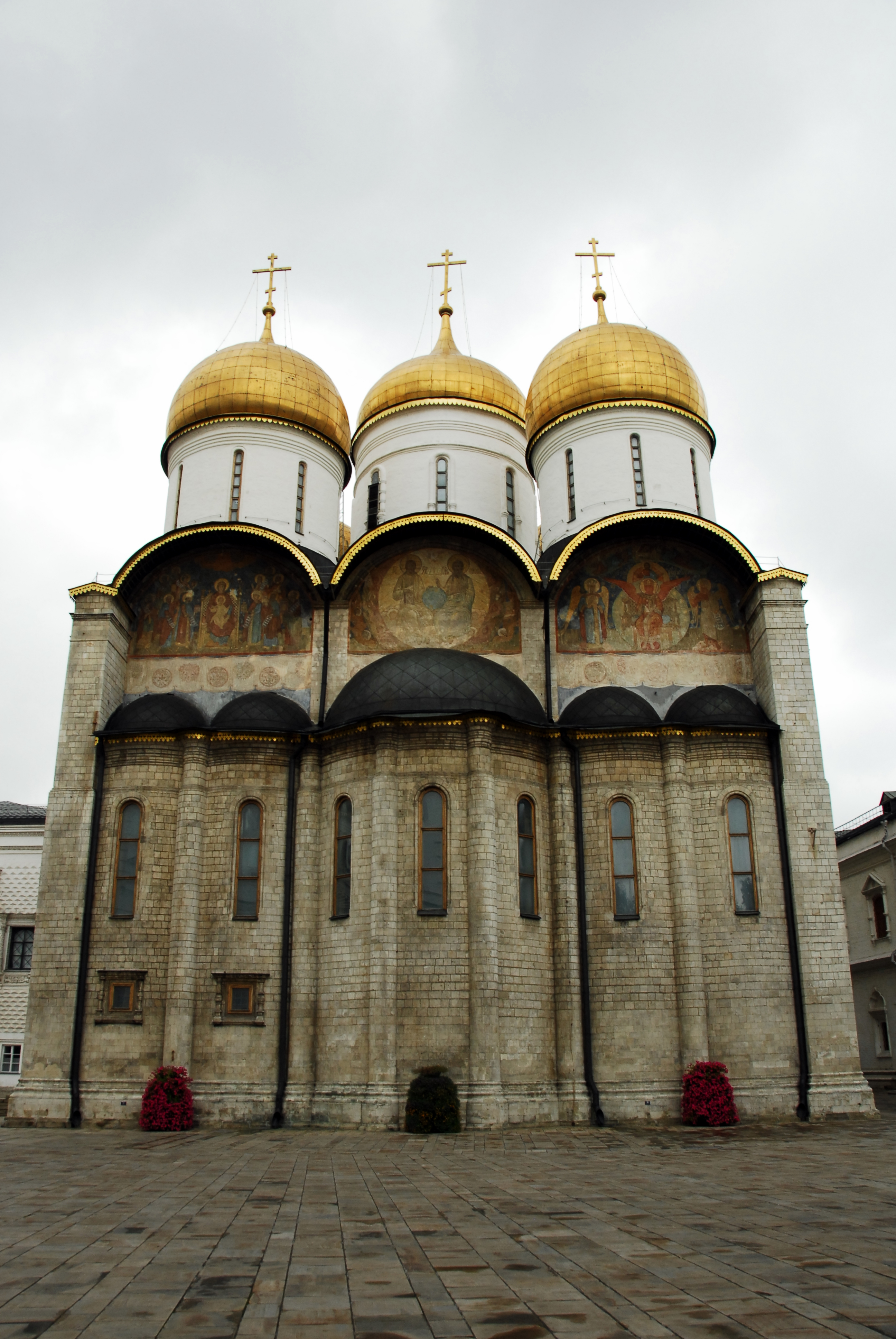
كاتدرائية العذراء الكرملين
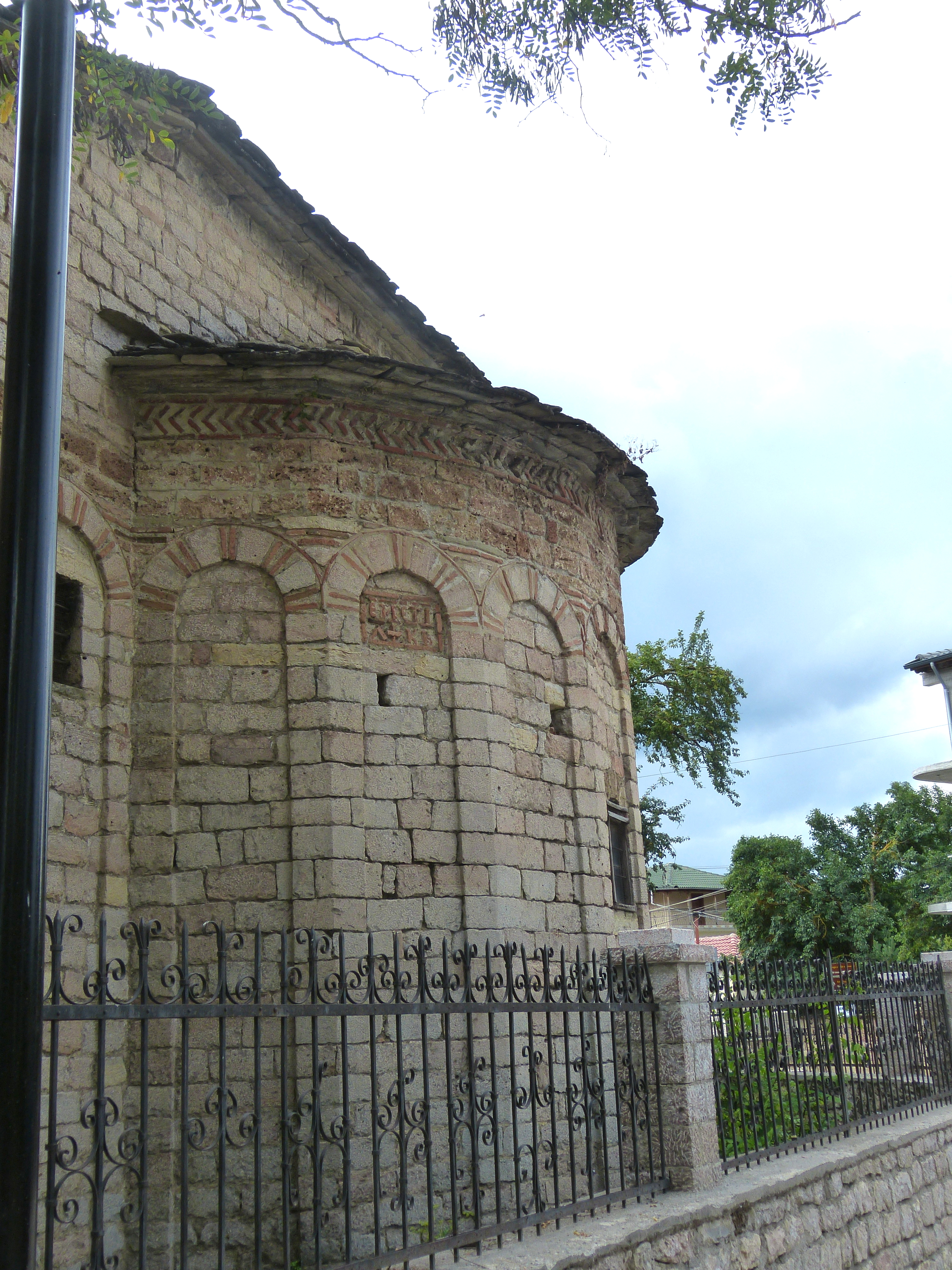
فوسكوبوجا (ألبانيا). كنيسة القديس نيكولاس (1722) - حنية.

## روابط خارجية
"Apse".%20In%20Chisholm,%20Hugh.%20Encyclopædia%20Britannica.%202%20(11th%20ed.).%20Cambridge%20University%20Press.%20pp.%20231–232.%20This%20has%20a%20detailed%20description%20of%20examples%20in%20the%20early%20church. Wikisource Spiers, Richard Phené (1911). "Apse". In Chisholm, Hugh. Encyclopædia Britannica. 2 (11th ed.). Cambridge University Press. pp. 231–232. This has a detailed description of examples in the early church.